# Wour
Pour l’article homonyme, voir Wour (département).
Wour est une petite ville du département de Wour, dans l'extrême nord du Tchad. En 2009, elle comptait 1 498 habitants. Bien que ce soit une petite ville, Wour est un endroit stratégique et important du nord du Tchad.